# Pektoral
Pektoral - naprsni križ (iz lat. pectoralis, »naprsni«) je eden od škofovskih znakov. Navadno je narejen iz dragocene kovine in včasih z dodanimi dragulji. Nosi se ga na zlati verižici nad talarjem ali pod drugimi liturgičnimi oblačili. 
Če se ga nosi nad drugimi liturgičnimi oblačili, je obešen na enojno ali dvojno verižico, na trak ali vrvico, ki je pri škofih ali nadškofih zelene in zlate barve, pri kardinalih rdeče in zlate barve, pri papežu pa v celoti zlate barve.